# Limbo (відеогра)
Limbo (записується як LIMBO; укр. Чистилище) — відеогра жанру пазл-платформера, перший проєкт незалежної данської студії Playdead. Гру було випущено 21 липня 2010 року як ексклюзив для Xbox Live Arcade. Порти цієї гри для Playstation 3 та Microsoft Windows було зроблено після закінчення терміну ексклюзивності (один рік). Версію для OS X було випущено у грудні 2011, порт для Playstation Vita та iOS відповідно у червні та липні 2013.

## Ігровий процес

Хлопчик в підземеллі, звідки має вибратися, розхитавши мотузку і не потрапивши до капкану, підвішеного до стелі

### Основи
Limbo — це 2D платформер, побудований на основі фізики рушія Box2D, що відповідає за керування об'єктами навколишнього середовища та ігровим персонажем. Гравець керує неназваним хлопчиком, бачачи світ збоку. Він має спрямовувати його крізь небезпечне середовище та пастки в пошуках сестри. Дозволяється рух вправо і вліво, стрибки та взаємодія з об'єктами. В разі загибелі персонаж опиняється на початку глави, яких всього є 39 (40 разом із секретною). Розробники побудували такий дизайн головоломок, за яким хлопчик неодмінно буде помирати перед тим, як знайде розгадку. Playdead назвали такий стиль гри стилем «спроб та смертей» та використовують образи жахливої смерті хлопчика у разі невдачі, аби підштовхнути гравця до правильного шляху. Пройдені раніше глави можна пройти заново. На деяких сховані секрети у вигляді білих яєць. Знайшовши їх, гравець отримає значки досягнень.
Головоломки передбачають переміщення ящиків, блоків, натискання кнопок, що запускають механізми й керують силою тяжіння. Повсюдно хлопчика чекають пастки: прірви, водойми, капкани, циркулярні пили та шипи, а також хижаки та інші діти, які намагаються вбити хлопчика особисто чи заманити в пастку.

### Стиль
Гра представлена в чорно-білих тонах, з використанням освітлення, ефектів зернистої плівки та мінімальною кількістю навколишніх звуків, аби створити напружену атмосферу, яка часто асоціюється з жанром жахів. Глави оформлені як занедбані туманні місця, наповнені пастками чи просто покинутими й зламаними, від того небезпечними, механізмами, спорудами. При загибелі тіло хлопчика розриває на шматки, іноді зустрічаються трупи й рої мух, чуються раптові звуки.
Журналісти високо оцінили темний візуальний стиль, порівнюючи гру з фільмами жанру нуар та німецьким експресіонізмом. Беручи за основу естетику гри, рецензенти називали Limbo прикладом відеоігри як форми мистецтва.

## Сюжет

### Дія
Гра не дає чіткого уявлення про сюжет. Хлопчик отямлюється в лісі, де його переслідує велетенський павук. Далі він опиняється на болотах, місці, обжитому вороже налаштованими дітьми, минає міські руїни. Наприкінці хлопчик приходить в місце, наповнене механізмами, де сила тяжіння і все положення простору постійно змінюються. Врешті він опиняється в лісі, подібному на ліс з початку гри, де бачить дівчинку. Він робить кілька невпевнених кроків до неї, а та помічає його і на цьому гра завершується.

### Трактування сюжету
Критиками й пересічними гравцями висувалися різні трактування сюжету. Згідно з релігійною, світ гри є Чистилищем, яке також асоціюється з Лімбом (звідки й назва), —  місцем, куди згідно з католицьким віровченням потрапляють душі людей, котрі надто грішні для Раю, але ще не заслуговують Пекла. В Чистилищі душі очищуються через страждання аби отримати можливість увійти до Раю. Висловлювалися думки, що хлопчик із сестрою вже мертві, але протагоніст мусить відшукати душу сестри, щоб обоє покинули Чистилище. Деякі гравці вважали, що сцена в титрах, де на місці зустрічі дітей висить зламана драбина і літають два рої мух, вказує на те як обоє померли, впавши з драбини чи не маючи змоги вибратися. За однією з теорій всі пригоди хлопчика — лише перерваний сон. Можливо йому приснилися пошуки померлої сестри в Чистилищі, але незадовго до пробудження хлопчик розуміє, що вона жива, і прокидається. Дизайнер Арнт Єнсен стосовно сюжету повідомив, що умисно лишив відкритий фінал. За його словами повністю сюжет знає тільки він, але багато гравців у своїх міркуваннях дуже близькі до істини.

## Створення
Гра була розроблена незалежною данською студією Playdead, основний штат співробітників складався з трьох людей: генерального директора Діно Патті (дан. Dino Patti) Єппе Карлсена (Jeppe Carlsen) Арнта Єнсена (Artnt Jensen). Ігровий директор студії Арнт Єнсен задумав «Limbo» приблизно в 2004 році. У той час будучи концептуальним художником в IO Interactive, Єнсен став незадоволений дедалі більш корпоративним характером компанії. Він накидав загальні “настроєві малюнки” та спочатку намагався самостійно запрограмувати гру на Visual Basic, але виявив, що йому потрібна додаткова допомога, і до 2006 року приступив до створення трейлера в художньому стилі.Він лише мав намір використати трейлер як засіб залучити програміста, який би йому допоміг, але відео викликало значний інтерес до проєкту з усього інтернету, що зрештою змусило його зустрітися з Патті. Їхня співпраця призвела до заснування Playdead. Хоча Патті допомагав у перші кілька місяців із програмуванням, він зрозумів, що проєкт набагато більший, ніж вони могли впоратися і він розширив бізнес навколо розроблення гри.
Початкову розробку фінансували особисто Єнсен і Патті разом із грантами уряду Данії, включаючи фінансування від Nordic Game Program, тоді як великих інвесторів шукали пізніше в циклі розробки. Єнсен та Патті не хотіли зобов'язуватися великим видавцям, вважаючи за краще зберегти повний творчий контроль над розробкою назви. Єнсен спочатку планував випустити Limbo як безкоштовну гру для Microsoft Windows, але до цього моменту прийшов до висновку, що проєкт буде розповсюджуватись шляхом роздрібної торгівлі.

## Оцінки й відгуки
| Агрегатор    | Оцінка                                   |
| ------------ | ---------------------------------------- |
| GameRankings | 90,61% (X360) 89,55 % (PS3) 88,41 % (PC) |
| Metacritic   | 90/100 (X360) 90/100 (PS3) 88/100 (PC)   |

| Видання                    | Оцінка |
| -------------------------- | ------ |
| Edge                       | 9/10   |
| Game Informer              | 9/10   |
| GameSpy                    | [ 19 ] |
| IGN                        | 9/10   |
| PC Gamer (Велика Британія) | 92/100 |

Limbo вже після свого першого випуску для Xbox 360 загальне схвалення критиків, як і релізи для інших платформ. На агрегаторі Metacritic гра зібрала 90 балів зі 100 для Xbox 360 і Play Station 3, та 88 балів для ПК. На агрегаторі GameRankings Limbo здобула 90,68 % для Xbox 360, 89,55 % — для PlayStation 3, і 88,05 % — для персональних комп'ютерів.
Декотрі критики зауважили, що відкрита кінцівка містить в собі глибокий сенс, на думку інших, відсутність зрозумілого сюжету та туманність кінцівки відвертають від гри. Часто зверталася увага на коротку тривалість проходження. Gamespy оцінили гру в максимальні 5 балів, зазначивши у висновку: «Як відеогра, Limbo показує своє середовище в той же спосіб, що й, як я вважаю, „Watchmen“ для коміксів і „Пам'ятай“ для фільмів. Якщо вам до вподоби ігри будь-якого розміру, я запевняю вас впустити Limbo до свого життя».
IGN оцінили Limbo в 9/10, огляд отримав підзаголовок «Пекло для дітей». У висновку говорилося: «Limbo є неймовірним досягненням. Дуже мало ігор настільки оригінальні, атмосферні й послідовно блискучі. Вона має бути в колекції кожного. Подорож може скінчитися надто швидко, проте цікавитиме щохвилини»